# Воренжа
Во́ренжа — деревня на берегу реки Сумареки и озёр Воренжа и Сумозеро. Находится на территории Сумпосадского сельского поселения Беломорского района Карелии.

## Общие сведения
Деревня расположена на берегу реки Сумареки и на берегах одноимённого озера, а также залива в южной части Сумозера; левобережная и правобережная части деревни соединены полуразрушенным мостом. Имеется подъездная просёлочная дорога к деревне от дороги местного значения 86К-20 («Беломорск — Сумпосад — Вирандозеро — Нюхча»).
Историческое поселение, является памятником истории и культуры, находящимся на территории Беломорского муниципального района. В деревне находится деревянная Ильинская церковь (XIX век).
Ильин день праздновали 2 августа. На праздник приходили жители Минино, Пулозера, Ёндогубы, Сумострова, Надвоиц и Койкиниц.

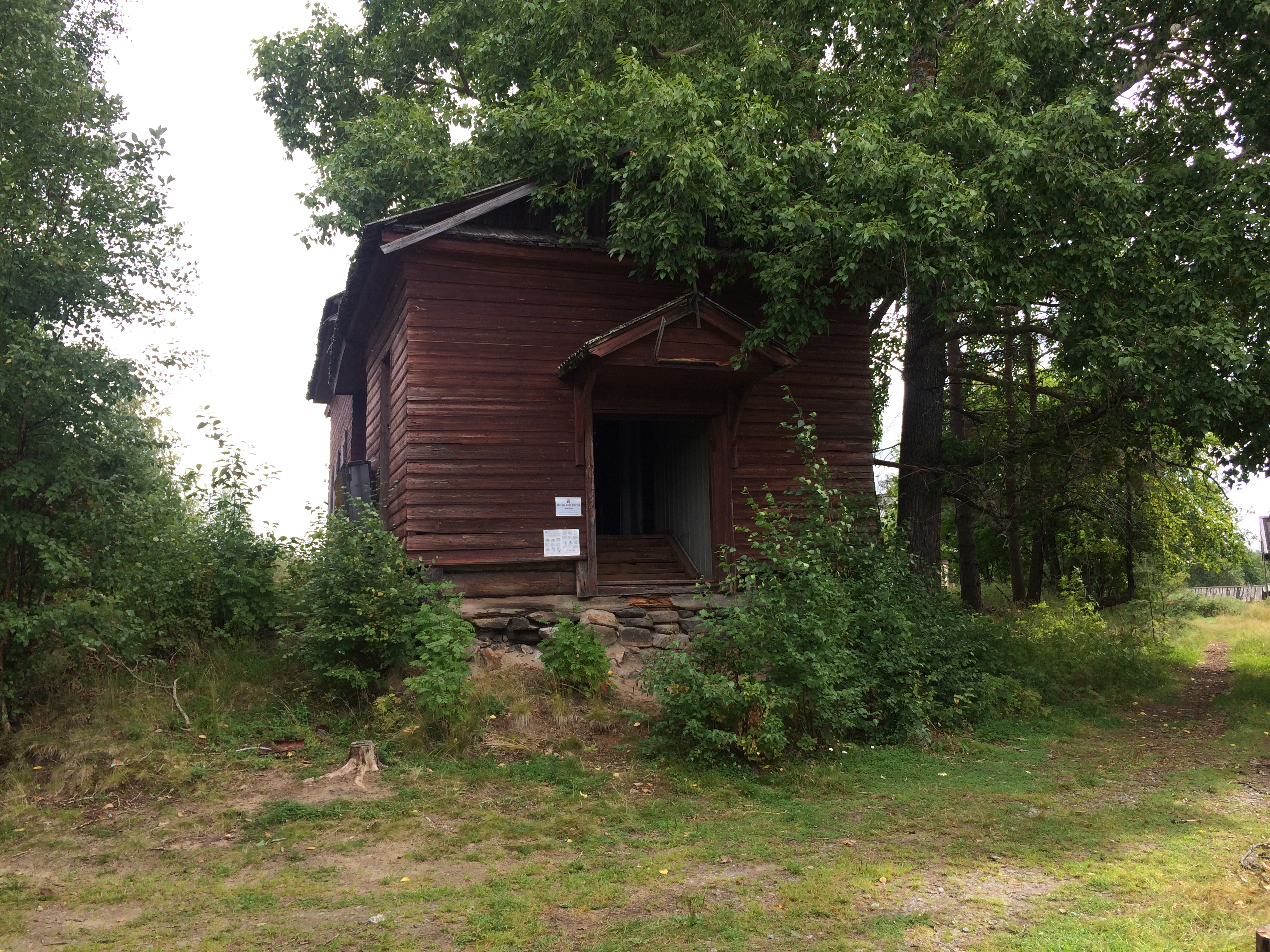
Ильинская церковь
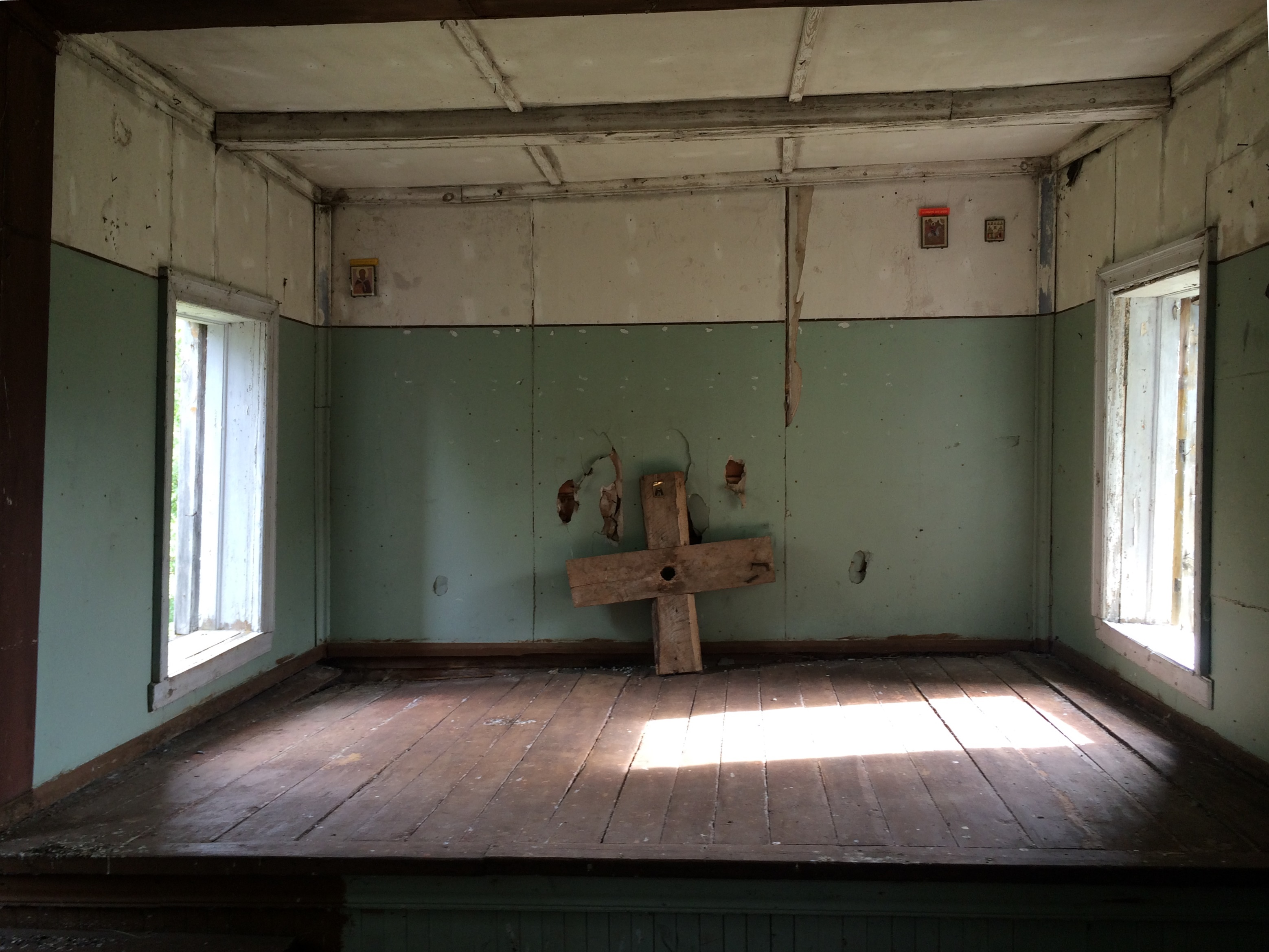
Интерьер церкви
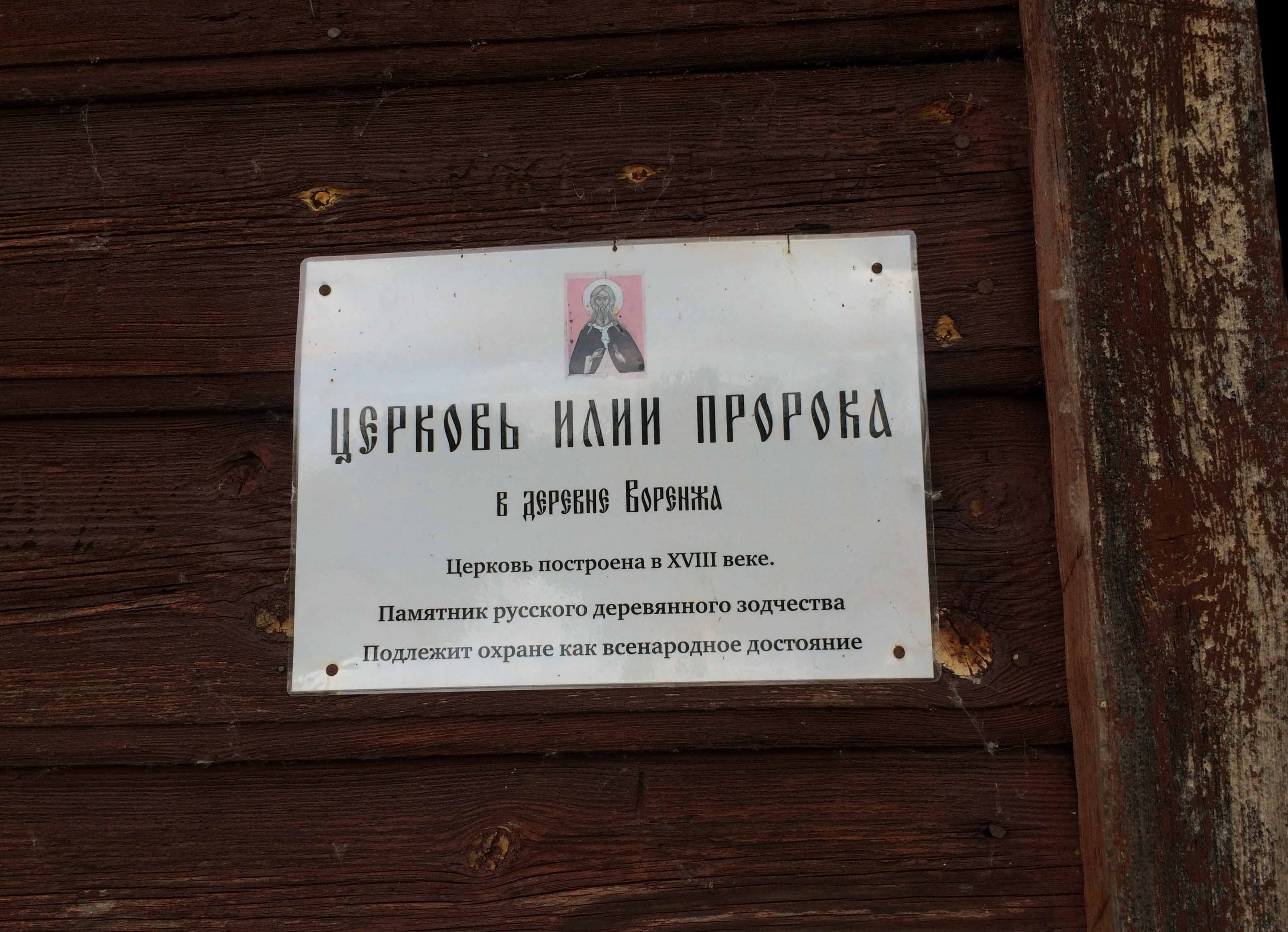
Табличка

## Население
Жителей деревни называли «гагары» («стонут как гагары»).
Численность населения в 1905 году составляла 171 человек.
| 2002 | 2010 | 2013 |
| ---- | ---- | ---- |
| 0    | →0   | →0   |